# Minol

Logo van VEB Minol tot 1990

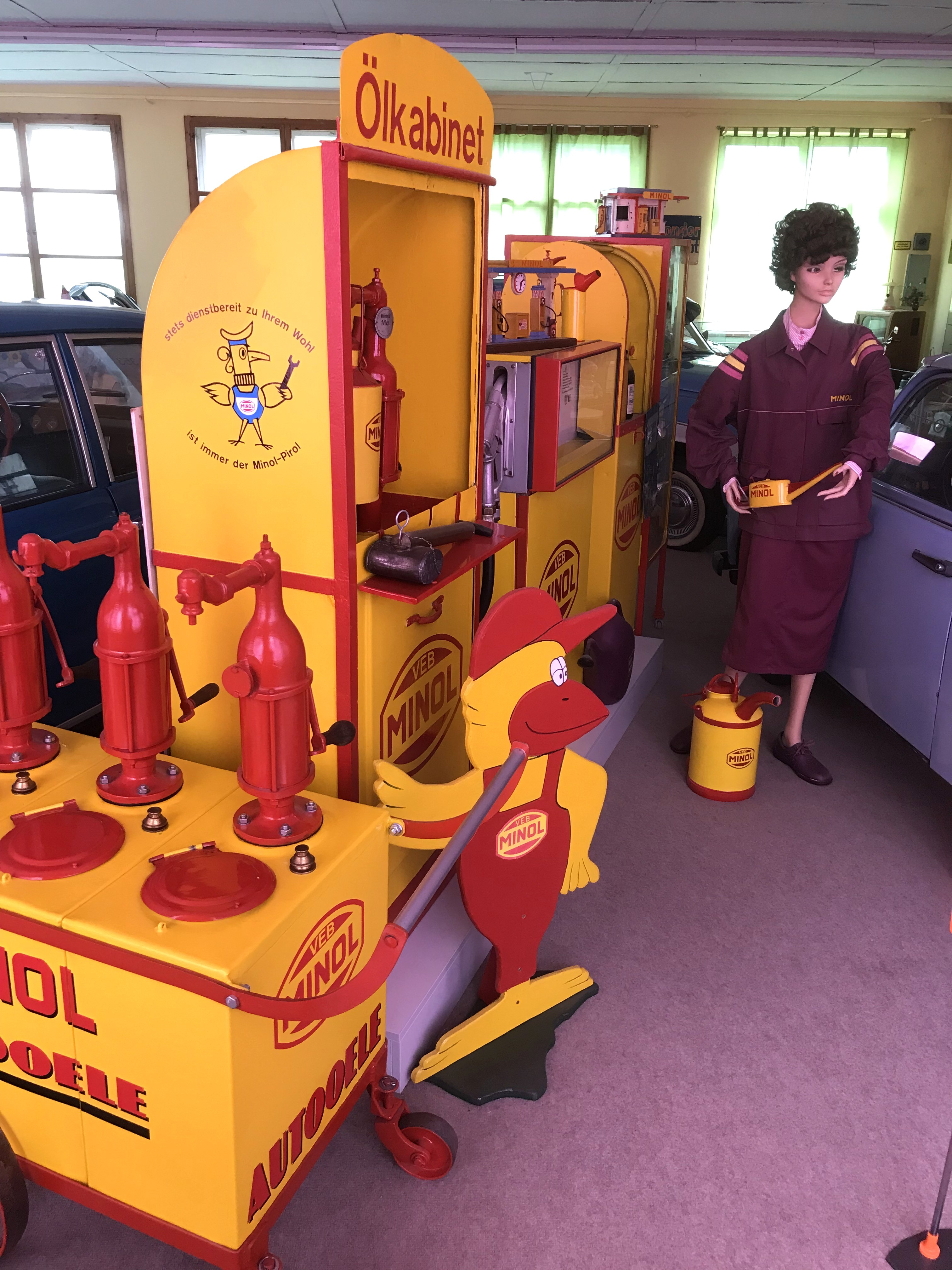
Minol-tankstation met mascotte Pirol in Ostdeutsches Fahrzeugmuseum

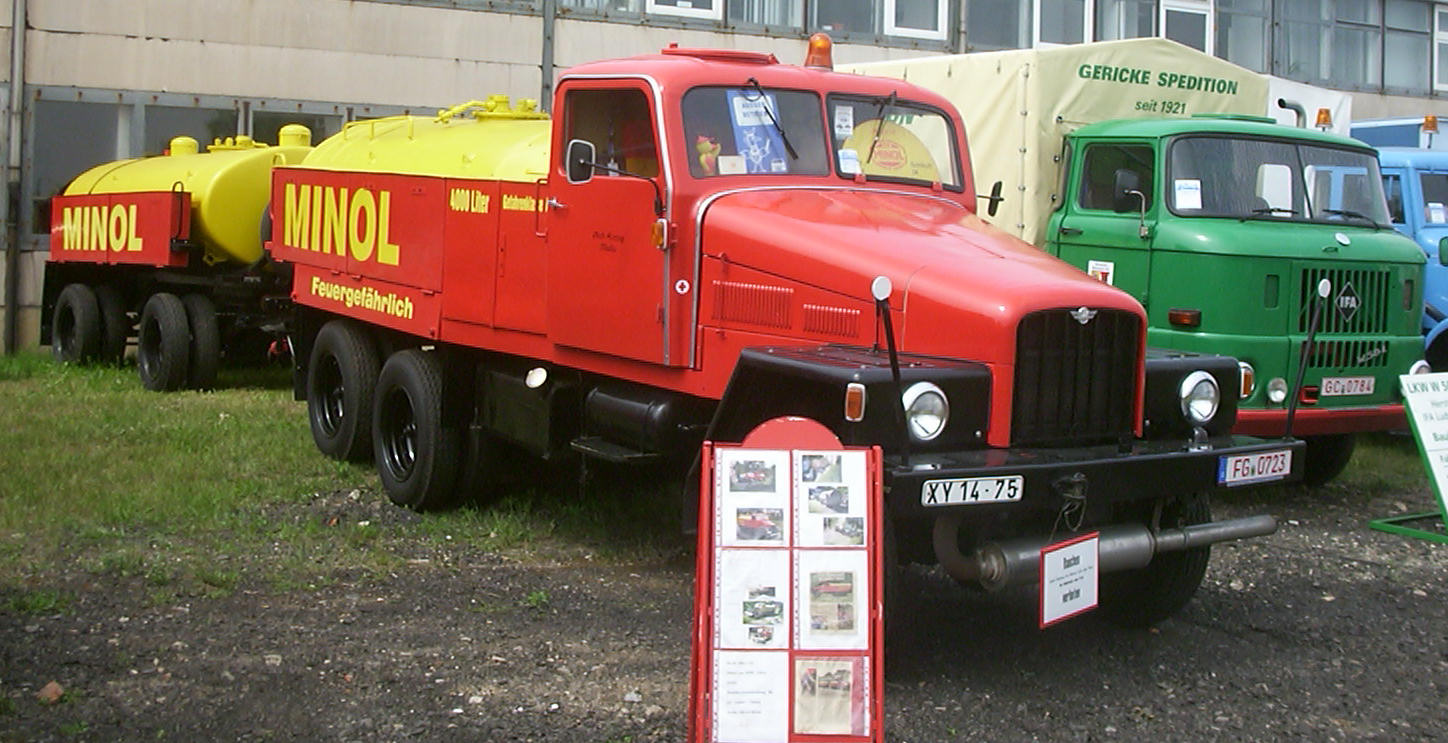
IFA G5 Tankwagen met aanhanger

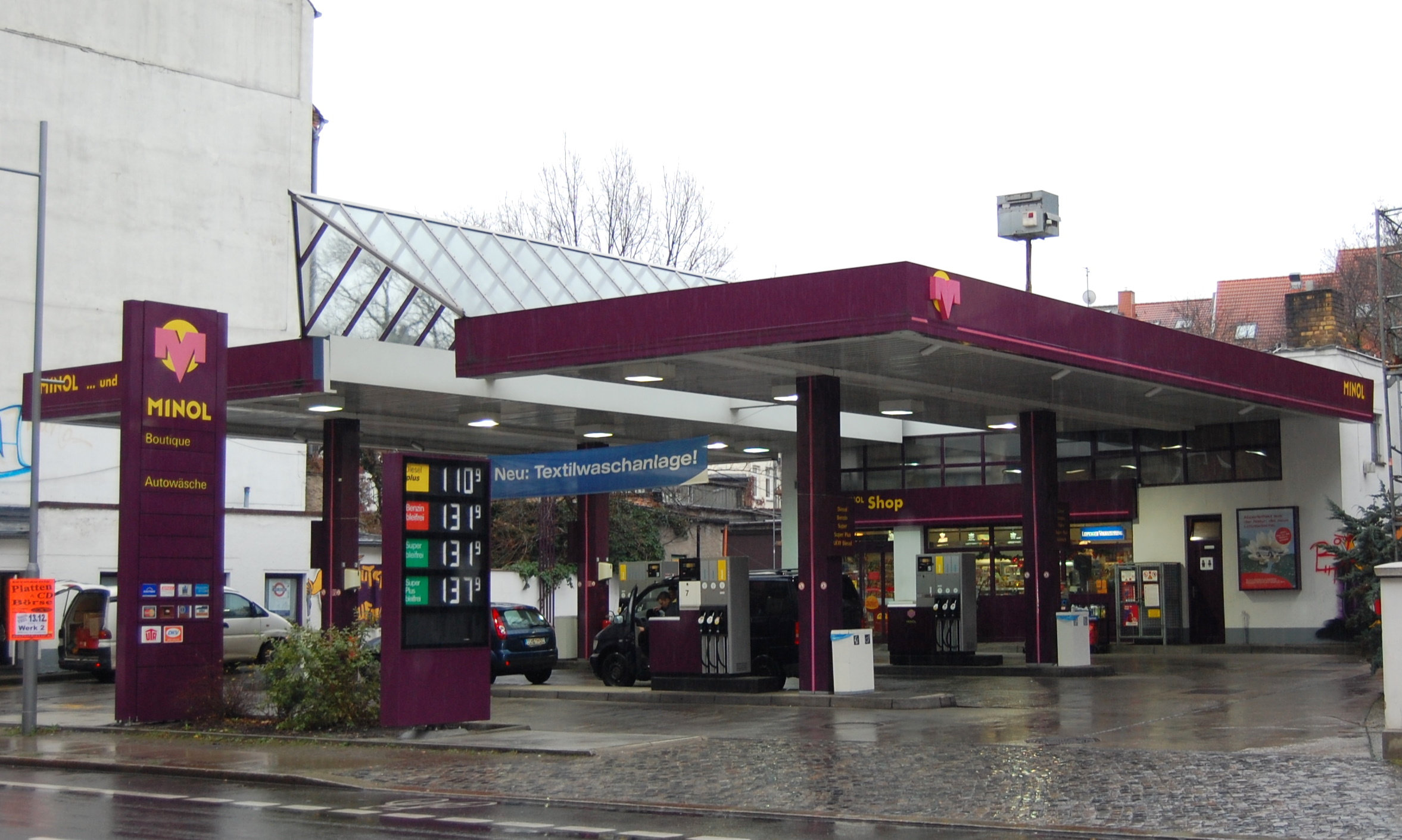
Minol-tankstation in Leipzig in december 2009

Minol is sinds 1949 een Duitse merknaam voor minerale olieproducten. De naam is een samenstelling van de twee eerste lettergrepen van Mineralöl (minerale olie) en Oleum (lat. olie).

## Geschiedenis
Als gevolg van het uiteenvallen van IG Farben na 1945 werden de tankstationactiviteiten in de geallieerde bezettingszones in Duitsland voortgezet onder de merknaam Gasolin. Om de producten van de Leunawerke in de Sovjet-bezettingszone in Duitsland te verkopen was een nieuw distributienetwerk nodig. Hiervoor werden twee bedrijven opgericht: op 1 januari 1949 de Deutsche Kraftstoff- und Mineralölzentrale (DKMZ), dat later werd omgevormd tot Deutsche Handelszentrale (DHZ), en de Deutsch-Russische Naphta-AG (DERUNAPHT, opgericht in 1927, opnieuw opgericht in 1946) waaruit de VEB Kraftstoff-Vertrieb voortkwam. Beide richtten in januari 1956 het VEB Kombinat Minol op met het gelijknamige handelsmerk. Deze VEB was verantwoordelijk voor de levering van motorbrandstof en smeermiddelen in de Duitse Democratische Republiek (DDR). Het bedrijf was gevestigd in het Minolhaus aan de Alexanderplatz in Oost-Berlijn tot dat in 1968 werd gesloopt.
Onder de merknaam Minol werden alle producten van de VEB verkocht, het had ten tijde van de val van de Muur in Oost-Duitsland een naamsbekendheid van 97%. De merknaam werd niet in andere landen gebruikt. De merkkleuren van Minol waren rode letters op een gele achtergrond. De mascotte, de Minol-Pirol, was zeer bekend in de DDR en de bijbehorende reclameslogan luidde Stets dienstbereit zu Ihrem Wohl ist immer der Minol-Pirol ("De Minol-Pirol staat altijd klaar voor uw welzijn").
In juni 1990 gaf VEB Minol onder leiding van bestuursvoorzitter Wolfgang Burkhardt van de op 8 juni 1990 nieuw opgerichte Minol Mineralölhandel AG de opdracht om een modern merkdesign te creëren. Het doel was om Minol als een zelfstandig merk in het verenigde Duitsland neer te zetten en de eerdere kleuren rood en geel te vervangen omdat deze internationaal werden gebruikt door de concurrent Royal Dutch Shell. Het nieuwe Minol-ontwerp werd gemaakt door Hartmut Ciesla-Andresen en Michael Pfister.
Minol Mineralölhandel AG exploiteerde drie bedrijven voor de verkoop van brandstof:
- Minol Nordtank GmbH gevestigd in Rostock
- Minol Zentraltank GmbH gevestigd in Potsdam
- Minol Südtank GmbH gevestigd in Chemnitz

In het kader van de privatisering van de DDR-economie werd op 18 januari 1993 de Minol Mineralölhandel AG samen met de raffinaderij van de Leunawerke aan de Franse oliemaatschappij Elf Aquitaine (98%) en Thyssen Handels Union AG (2%) verkocht. De Leuna-affaire overschaduwde deze deal. Thyssen verkocht zijn aandelen in april 1994. Elf Aquitaine stopte twee jaar na de overname van het bedrijf met het merk Minol. 
De merkrechten zijn sinds 2000 eigendom van de Franse oliemaatschappij Total, de opvolger van Elf Aquitaine. Om ze niet te laten verlopen, heropende Total in 2003 en 2004 drie Minol-tankstations in Berlijn, Chemnitz en Leipzig, in de paarse uitvoering. Om economische redenen werden echter kort daarna de stations in Berlijn en Chemnitz gesloten. Eind 2021 zijn er nog drie Minol-tankstations: sinds mei 2013 in Zeitz, sinds juni 2013 in Heidenau en sinds januari 2014 in Wesenberg. Het Minol-tankstation in Leipzig-Lindenau werd medio november 2021 gesloten.

## Brandstofaanbod in de DDR
De brandstoffen werden voornamelijk geproduceerd bij VEB Leuna-Werke Walter Ulbricht. Technisch gezien was de brandstofvoorziening in de DDR gebaseerd op de TGL 6428. Tot 1945 werd op bruinkool gebaseerde brandstof verkocht. Na de Tweede Wereldoorlog werd er overgeschakeld op teerbasis en al snel daarna werd het steeds vaker nodig om over te stappen op aardoliebasis. De brandstoffen van die tijd hadden een laag octaangetal, waren niet klopvast en veroorzaakten problemen met de bougies. 
Vanaf 1960 lukte het om benzine met 78 octaan op de markt te brengen, deze werd destijds aangeboden als VK "extra", daarnaast bleef VK "normaal" met 72 octaan in het assortiment. Op dat moment waren in de Bondsrepubliek Duitsland al brandstoffen met 82 octaan (“Regulär”) en 88 octaan (“Premium”) verkrijgbaar. Importauto's met een hogere compressie zoals de Škoda Felicia werden in de DDR verkocht in een gesmoorde versie omdat de brandstofkwaliteit onvoldoende was. In latere jaren kon de brandstofkwaliteit stapsgewijs worden verbeterd.

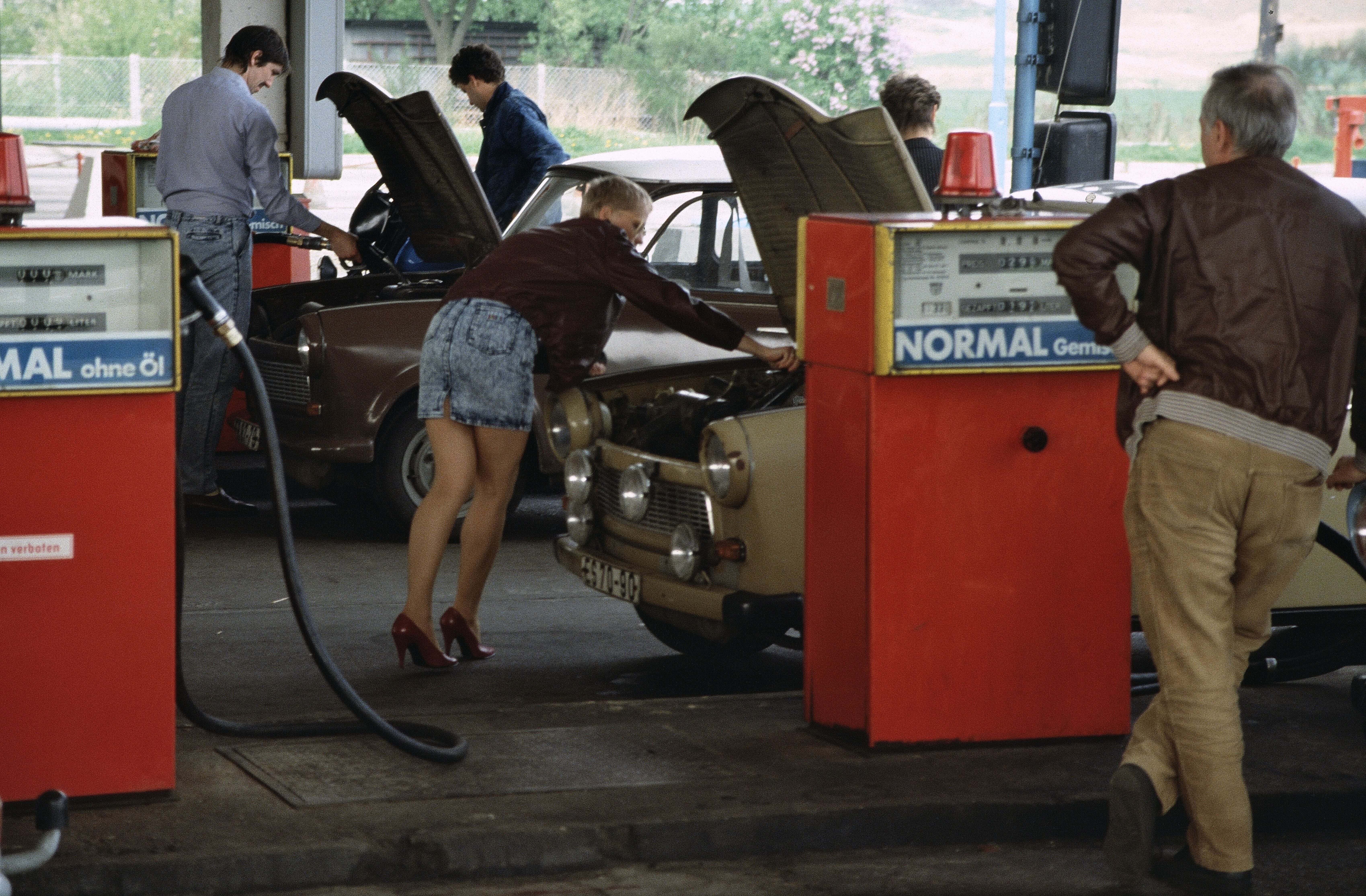
Minol-tankstation in Oost-Berlijn in april 1989

In de tweede helft van de jaren 80 bood Minol de volgende brandstoffen aan:
- Normal mengsmering (88 octaan) - aan de pomp regelbaar in de mengverhouding olie:benzine 1:50, 1:33 en 1:25
- Normal zonder olie (88 octaan)
- Extra (94 octaan)
- DK (dieselolie)

De genoemde brandstoffen waren ook verkrijgbaar bij Intertank (vooral op de Transitsnelwegen), waar ze aan rode en gele pompen voor de Oost-Duitse mark werden verkocht.
Aan de groene en witte pompen werden voor de Duitse mark verkocht:
- Spezial (91 octaan)
- Super (98 octaan)
- Diesel (met extra additieven)

Vanaf ca. 1986 bovendien:
- Spezial loodvrij (91 octaan)
- Super loodvrij (95 octaan)

## Tankstations in de DDR
Aan het einde van de DDR waren er in 1989 ongeveer 1250 Minol-tankstations. Dit aantal omvat ook kleine stations en bedrijfsstations. Intertank-tankstations en grote tankstations stonden alleen in grote steden, aan snelwegen en aan doorgaande wegen. Deze waren meestal 24 uur per dag geopend. De overige tankstations waren meestal klein en 's nachts en vaak ook in het weekend en op feestdagen gesloten.
Afhankelijk van de openingstijden waren de tankstations onderverdeeld in vier categorieën:
1. Categorie I: dag en nacht geopend
2. Categorie II: geopend op werkdagen van 6u tot 20u, in het weekend en op feestdagen van 8u tot 16u.
3. Categorie III: geopend op werkdagen van 7u tot 18u
4. Categorie IV: van regionaal belang zonder uniforme openingstijden

Om de brandstofvoorziening 's nachts en in het weekend te verbeteren, waren er enige tijd zogenaamde nachttankboxen. Daarin waren aan een ketting jerrycans bevestigd, waaruit voertuigen konden worden getankt, ook als het tankstation gesloten was. De sleutels van de nachttankboxen waren gestandaardiseerd en moesten tijdens de openingstijden bij de tankstations worden gekocht. Na gebruik konden ze alleen door de beheerder van het tankstation uit de sloten van de nachttankbox worden gehaald. Omdat er herhaaldelijk in de nachttankboxen werd ingebroken en ermee werd geknoeid, werden ze in 1980 weer afgeschaft.